# Río Yocoima
El río Yocoima es un corto río de Venezuela con un curso fluvial de aproximadamente 75 km de recorrido longitudinal, localizado en los municipios Piar y Caroní al norte del estado Bolívar, donde forma la frontera septentrional de esta entidad federal con el Delta Amacuro, por lo que constituye el último tributario del río Orinoco localizado en el estado Bolívar. 
Forma una pequeña cuenca de unos 2.500 km², hacia la cual drenan riachuelos y torrentes de la franja occidental norte de la sierra de Imataca, así como caños provenientes de las tierras y colinas selváticas y de sabana de las zonas de San Lorenzo, Norte de Santa Rosa, Sabaneta, Sabanetica, el valle de Upata, Altagracia, El Valle, Los Rosos, Sucutum, y las llanuras bajas del oriente del municipio Caroní, concretamente de las parroquias rural Yocoima, y urbanas de Vista Al Sol y 11 de Abril.

## Toponimia
El río Yocoima, si bien en la mayoría de los mapas oficiales figura con la toponimia de río Upata, histórica y culturalmente es conocido por los habitantes del Norte de la Guayana Venezolana con este nombre de reminiscencia indígena "Yocoima", que hace alusión a un mítico cacique de la etnia indígena Guayanos, que habitaban buena parte del territorio del hoy municipio Piar, y en especial en las tierras frescas del valle de Upata, bautizado por sus habitantes como la Villa del Yocoima. 

## Caudal y recorrido
Por tratarse de un río de curso intermitente, es decir que prácticamente se seca en la extrema temporada de sequía, en los meses de marzo, abril, sobre todo en su cuenca alta, entre sus nacientes ubicadas en el sector Las Llaves, El Candado, San Lorenzo y Laguna Larga, al noreste, este y sudeste de la ciudad de Upata, no logra alcanzar el río Yocoima un caudal significativo y atractivo para los residentes y visitantes. 
No obstante a lo largo de su curso inicial da asiento a una importante variedad de fauna y flora, típica de los ríos de sabana, ya que forma pequeños bosques de galería, en los cuales abundan especies vegetales como el algarrobo, y sobre todo el Copaiba o Aceite, y otras variedades de árboles que dan asiento a colonias de aves: arrendajos, paraulatas, carpinteros, cristofués, patoguires, jacanas o gallitos laguneros, colomanes, alcaravanes, además de reptiles como la tortuga terecay, lagartos babas, y abundante colonias de anfibios, insectos, y peces laguneros.

## Upata Valle Principal del Yocoima
A su paso por la ciudad de Upata, a 10 km de su naciente el río Yocoima, ha sido sometido a un proceso de contaminación con desechos orgánicos humanos, destrucción de su bosque originario, y canalización de su curso, que lo han degradado hasta convertirlo en un riachuelo de aguas turbias, de verdes a oscuras, repletas de materias orgánicas y por lo general invadido por vegetación herbácea invasora, que reduce su función como reservorio o hábitat de vida silvestre. 
En Upata, donde el río atraviesa por tres kilómetros barrios y el centro de la ciudad, los peces desaparecen y la fauna se reduce a insectos, larvas, y anfibios. Recibe sin embargo el aporte de algunos caños como el Cupapuicito, que proviene de las zonas más selváticas de la vía hacia El Pao, y más adelante, ya fuera de su valle alto, el Yocoima recibe la totalidad de las aguas servidas de la ciudad, sin ningún tipo de tratamiento, lo que lo convierte por varios kilómetros en un curso fluvial insano, no apto para el consumo humano, riego, tampoco para actividades recreativas, pesca o navegación.

## Creciente en las temporadas lluviosas
En las llanuras que comunican a Upata con Ciudad Guayana, con el sector San Félix, el río Yocoima a mitad de recorrido, recibe el aporte de agua, de varios riachuelos que bajan de la sierra de Imataca. En la temporada de lluvias, que arranca con fuerza en los meses de junio, julio y agosto, y se extiende hasta noviembre, el río Yocoima recupera gran parte de su caudal, que le hizo famoso entre los viajantes que lo llegaban a ver inundando gran parte de las zonas bajas de la vieja Upata del siglo XIX y la primera mitad del siglo XX. En sus crecientes el río despierta admiración entre los habitantes de Upata, que recuerdan como en la temporada de lluvias del año 1981 el pequeño riachuelo inundó gran parte de los barrios de Upata. Sin embargo, el río no es navegable a lo largo de su curso, debido a su escasa profundidad y a que avanza por zonas rocosas y rápidos.

## Desembocadura en el Orinoco
Luego de su recorrido de 75 km por los paisajes del noreste de Guayana, el río Yocoima, ya convertido en un río de considerable caudal, en comparación con el hilo de agua que suele ser en su cuenca alta, donde la precipitación anual es de 1000 mm, cede sus aguas al río Orinoco, en el sector conocido como río Claro, área fronteriza de Ciudad Guayana con el municipio Casacoima antes del estado Delta Amacuro, ahora anexado al estado Bolívar como parroquia Casacoima, dependiendo así del municipio Caroni.
En su boca el río Yocoima suele descargar en la época de lluvias alrededor de 80 m³/s, hasta un máximo de 120 m³. Otro aspecto destacable del río es que a pesar de no ser un torrente de montañas escarpadas sino de zonas relativamente bajas en la Guayana orinoqueña, el río Yocoima en promedio desciende cinco metros por kilómetro de recorrido, situación que lo convierte en un río de impetuosas aguas, cuando su caudal es incrementado por lluvias torrenciales. 
El río Yocoima a lo largo de su curso, serpentea entre lechos arenosos, arcillosos, en su cuenca alta, ubicada a 400 m s. n. m., luego se arremolina en algunos torrentes en las filas de las serranías. En algunos sectores como en la zona de El Valle, a 10 km de Upata, forma lagunas de inundación y esteros, que permiten su recuperación como asiento de vida silvestre. Más allá del sector Los Rosos, a medio camino entre los municipios Piar y Caroní, su lecho es nuevamente rocoso, ya que se abre paso entre enormes lajas del macizo guayanés, en especial granitos y gneis. En estos confines forma rápidos, y bajíos, pozas y meandros, algunos de los cuales son utilizados por visitantes y campesinos como balnearios.